# 科斯塔斯·帕帕尼古拉烏
康斯坦蒂诺斯·“科斯塔斯”·帕帕尼古拉乌（羅馬化：Konstantínos "Kóstas" Papanikoláou；1990年7月31日—），希臘籃球運動員，曾效力於NBA球隊休斯敦火箭。他之前曾效力於奧林匹亞科斯和巴塞羅那。他也代表希臘國家籃球隊參賽，參加了2014年籃球世界杯的比賽。

## 外部連結
- 科斯塔斯·帕帕尼古拉烏在fiba.basketball（英语）
- 科斯塔斯·帕帕尼古拉烏在archive.fiba.com（archived）（英语）
- 科斯塔斯·帕帕尼古拉烏在NBA（英语）
- 科斯塔斯·帕帕尼古拉烏在歐洲籃球聯賽（英语）
- 科斯塔斯·帕帕尼古拉烏在西班牙篮球甲级联赛（球員）（西班牙语）
- 科斯塔斯·帕帕尼古拉烏在Basketball-Reference.com（NBA）（英语）
- 科斯塔斯·帕帕尼古拉烏在Basketball-Reference.com（國際）（英语）
- 科斯塔斯·帕帕尼古拉烏在ESPN（NBA）（英语）
- 科斯塔斯·帕帕尼古拉烏在Eurobasket.com（球員）（英语）
- 科斯塔斯·帕帕尼古拉烏在RealGM（英语）
- 科斯塔斯·帕帕尼古拉烏在Proballers（英语）